# 國森康弘
國森 康弘（くにもり やすひろ、1974年 - ）は、日本の写真家、ジャーナリスト。兵庫県神戸市出身。國森写真事務所代表。放送倫理・番組向上機構（BPO）放送人権委員会委員。

## 略歴
兵庫県立長田高等学校、京都大学経済学部、京都大学経済研究科修士号。イギリス・カーディフ大学ジャーナリズム学部修士号。
命の有限性と継承性をテーマに活動する。神戸新聞記者を経て、イラク戦争を機に独立。国外では紛争地や経済困窮地域、国内では戦争体験者や野宿労働者、東日本大震災の被災者たちの取材を重ねた。
近年では看取り、在宅医療、地域包括ケアの撮影にも力を入れる。

## 受賞歴
- 2009年：「ナショナルジオグラフィック国際写真コンテスト日本版優秀賞」
- 2010年：「コニカミノルタ・フォトプレミオ」
- 2011年：「上野彦馬賞」グランプリ
- 2012年：「けんぶち絵本の里大賞」〈写真絵本『いのちつぐ「みとりびと」第1集』（農山漁村文化協会、4巻）の第1巻『恋ちゃんはじめての看取り』〉
- 2017年：「生協総研賞」〈『ご飯が食べられなくなったらどうしますか？』（農山漁村文化協会、花戸貴司医師共著）〉
- 2017年：「国際児童図書評議会IBBY障害児図書資料センター推薦図書選出」で世界巡回〈写真絵本『いのちつぐ「みとりびと」第1集』（農山漁村文化協会、4巻）の第1巻『恋ちゃんはじめての看取り』〉

## メディア出演

### NHK
- おはよう日本
- ハートネットTV
- ラジオ深夜便
- ラジオすっぴん

### TBS
- Nスタ

### 関西テレビ
- ザ・ニュースキャスター

### 朝日放送
- NEWSゆう+

## 著書

### 単著
- 写真絵本シリーズ 第1集 滋賀農村編『いのちつぐ「みとりびと」』（農山漁村文化協会、全4巻、2012年）
- 第1巻『恋ちゃんはじめての看取り 〜 おおばあちゃんの死と向き合う』
- 第2巻『月になったナミばあちゃん 〜 「旅立ち」はふるさとで　わが家で』
- 第3巻『白衣をぬいだドクター花戸 〜 暮らしの場でみんなと輪になって』
- 第4巻『いのちのバトンを受けとって 〜 看取りは残される人のためにも』
- 写真絵本シリーズ 第2集 東北被災地編『いのちつぐ「みとりびと」』（農山漁村文化協会、全4巻、2014年）
- 第5巻『歩未とばあやんのシャボン玉 〜 仮設にひびく「じいやん、ねんね」』
- 第6巻『華蓮ちゃんさいごの家族旅行 〜 「いのちのバトン」をみなの手に』
- 第7巻『ぼくはクマムシになりたかった 〜 かあさんに残したさいごの笑顔』
- 第8巻『まちに飛び出したドクターたち 〜 南相馬の「いのち」をつなぐ』
- 写真絵本シリーズ 第3集 東京編『いのちつぐ「みとりびと」』（農山漁村文化協会、全4巻、2017年）
- 第9巻『「もうひとつのお家」ができたよ 〜 生活の音がひびくホームホスピス』
- 第10巻『よかった、お友だちになれて 〜 がんでも寝たきりでもひとりじゃない』
- 第11巻『さいごまで自分らしく、美しく 〜 ともにすごした「夢のような時間」』
- 第12巻『みんなでつくる「とも暮らし」 〜 生活の場で旅立つ人にまなびながら』
- 『証言 沖縄戦の日本兵』（岩波書店、2008年）
- 『家族を看取る』（平凡社、2009年）
- 『アンネのバラ～40年間つないできた平和のバトン』（講談社、2015年）
- 『写真と言葉で刻む 生老病死 そして生 〜 限りがあるから みんなでつなぐ』（農山漁村文化協会、2020年）
- 『笑顔をありがとう 〜 家族と暮らす医療的ケアの必要な子どもたち』（サンライズ出版、2021年）

### 共著
- 『Proud To Be Nuba: Faces And Voices, Stories Of A Long Struggle』（オランダ出版社 Code-X、2007年）
- 『子ども・平和・未来 21世紀の紛争』（岩崎書店、全5巻、2010年）
- 『3・11 メルトダウン』（凱風社、2011年）
- 『TSUNAMI 3・11―東日本大震災記録写真集』（第三書館、2011年）
- 『生きることが光になる 〜 重症児者福祉と入所施設の将来を考える』（クリエイツかもがわ、2014年）
- 『ご飯が食べられなくなったらどうしますか? ～ 永源寺の地域まるごとケア』（農山漁村文化協会、2015年）